# Dinictis
Dinictis gehörte zur Familie der Nimravidae, einer ausgestorbenen Familie der Raubtiere, die auch unter dem Namen „falsche Säbelzahnkatzen“ bekannt ist. Dinictis lebte vom späten Eozän bis zum frühen Miozän in Nordamerika.
Den Namen Dinictis erhielt die Gattung im Jahr 1854 vom amerikanischen Paläontologen Joseph Leidy.

## Körperbau

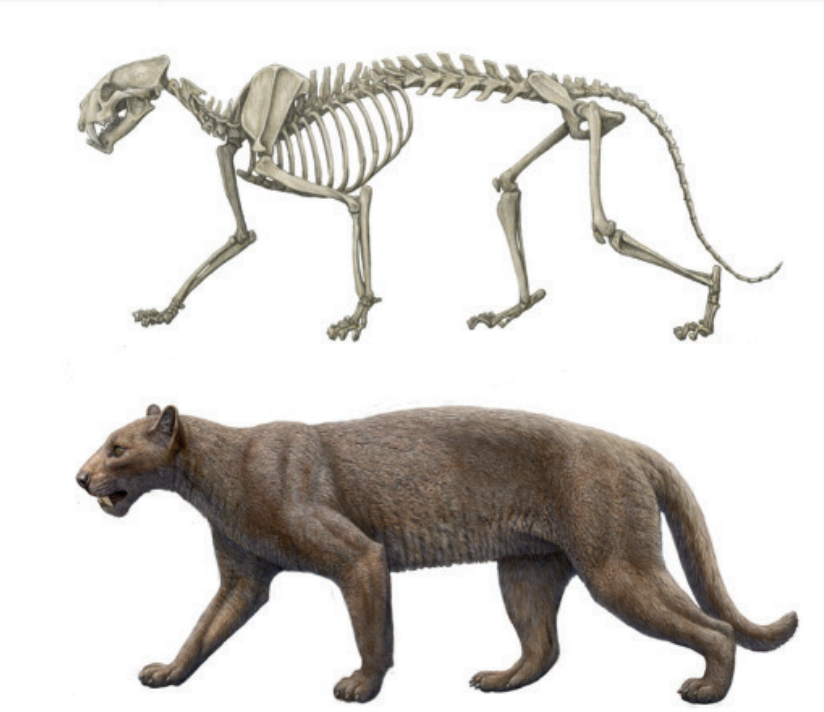
Dinictis in einer Skelett- und einer Lebendrekonstruktion von Mauricio Antón

Dinictis hatte einen schlanken Körper von etwa 1,1 Meter Länge und kurze Beine mit einer Länge von circa 60 Zentimetern.
Er konnte seine Krallen nur unvollständig einziehen, hatte aber extrem kräftige Kiefer und einen langen Schwanz. Er war seinem Verwandten Hoplophoneus sehr ähnlich. Verglichen mit denen der verwandten Art Eusmilus und der Säbelzahnkatzen aus der Familie Felidae waren seine oberen Eckzähne relativ klein, aber dennoch deutlich aus dem Mund hervorstehend. Unter den Spitzen der Eckzähne breiteten sich seine Unterkiefer in Form einer Keule aus.
Dinictis sah aus wie ein kleiner Leopard und offenbar ähnelte auch seine Lebensweise der eines Leoparden. Das deutet jedoch nicht auf eine nahe Verwandtschaft, sondern auf die Besetzung einer ähnlichen Ökologischen Nische hin. Im Gegensatz zu modernen Katzen war Dinictis kein Zehengänger. Als Sohlengänger konnte sich diese Art nicht gut anschleichen. Sie lauerte im Dickicht auf vorbeiziehendes Wild. 

## Verbreitung
Fossilienfunde in Saskatchewan, Colorado, Montana, Nebraska, South Dakota, North Dakota, Wyoming und Oregon belegen, dass Dinictis in den heutigen Vereinigten Staaten und in Kanada gelebt hat.